# Jack Welpott
Jack Welpott (27. dubna 1923 – 24. listopadu 2007) byl americký fotograf.

## Životopis
Narodil se v Kansas City 27. dubna 1923, vyrůstal v jižní Indianě a vzdělával se na základních a středních školách v Missouri, Illinois a Indianě. Sloužil ve druhé světové válce a vrátil se do státu Hoosier, aby navštěvoval Indiana University. V roce 1949 získal titul BS v oboru ekonomie na Indiana University, Bloomington. Nejistý svým směrem, zapsal se do fotografického kurzu a setkal se s legendárním fotografickým instruktorem Henrym Holmesem Smithem. Pod jeho vedením se Welpott nadchl pro černobílou fotografii jako formu výtvarného umění.
Studoval malbu u Leona Goluba a Harryho Engleho a design u George Rickeyho, v roce 1955 získal magisterský titul v oboru vizuální komunikace a v roce 1959 MFA.

## Kariéra
Svou dlouhou pedagogickou kariéru začal na San Francisco State College, když se věnoval kariéře profesionálního fotografa. V roce 1973 získal medaili z Arles, Francie; později téhož roku obdržel grant od National Endowment for the Arts; a v roce 1983 grant Polaroid ve spolupráci s Museum of Photographic Arts v San Diegu.

## Dílo
Welpottovy fotografie jsou ve veřejných sbírkách jako jsou například: Muzeum moderního umění v New Yorku; Whitney Museum, New York; Mezinárodní muzeum fotografie, George Eastman House, Rochester, New York; Art Institute of Chicago; Centrum kreativní fotografie, University of Arizona, Tucson; University of New Mexico, Albuquerque; Norton Simon Art Museum, Pasadena, Kalifornie; Oakland Museum of Modern Art, Kalifornie; San Francisco Museum of Modern Art, Bibliothèque Nationale, Paříž, a Muscarelle Museum of Art, Williamsburg, Virginia. 
Zemřel na selhání ledvin 24. listopadu 2007 ve věku 84 let.